# Dietrich Elias
Dietrich Richard Elias (* 27. Januar 1929 in Bremen; † 10. Juli 2021) war ein deutscher politischer Beamter (SPD). Er war von 1973 bis 1983 Staatssekretär im Bundesministerium für das Post- und Fernmeldewesen.

## Leben
Elias absolvierte 1948 das Abitur und studierte anschließend bis 1953 Fernmeldetechnik an der Technischen Hochschule Darmstadt und schloss das Studium mit dem Examen als Diplom-Ingenieur ab. Im Jahr 1953 trat Elias als Postreferendar in den öffentlichen Dienst bei der Oberpostdirektion Bremen ein und legte 1956 die Große Staatsprüfung ab.
Danach arbeitete er bis 1958 beim Fernmeldebauamt in Frankfurt am Main. Er wechselte 1958 zur Oberpostdirektion Frankfurt und stieg im Juni 1965 zum Leiter des Fernmeldeamtes 4 in Düsseldorf auf. Anschließend übernahm er im Juli 1968 die Leitung einer Unterabteilung der Oberpostdirektion Düsseldorf. Noch im selben Jahr wurde er Referatsleiter für Digitale Netze, Datendienst und Forschung im Bundesministerium für das Post- und Fernmeldewesen. Schon im September 1971 stieg er zum Leiter der Unterabteilung für Organisation, Personal und Wirtschaftsführung im Fernmeldewesen des Ministeriums auf und wurde zudem Mitglied des Ausschusses für angewandte Forschung der Deutschen Forschungsgemeinschaft.
Da Staatssekretär Hans Pausch im Jahr 1973 in den Ruhestand eintrat, wurde als sein Nachfolger Elias zum beamteten Staatssekretär im Bundesministerium für das Post- und Fernmeldewesen ernannt. Er war überwiegend für die technischen Bereiche des Ministeriums zuständig.
Nach den Wahlen im März 1983 verließ der SPD-Mann Elias das Bundesministerium, obwohl es keine Probleme mit der Führung gegeben haben soll. Auch der CDU-Postminister Christian Schwarz-Schilling hatte geäußert, dass er Elias als anerkannten Fernmeldefachmann auf seinem Posten als Staatssekretär belassen hätte. Im Mai 1983 trat der Jurist Winfried Florian die Nachfolge als Staatssekretär an.
Elias wurde Geschäftsführer der Deutschen Telepost Consulting GmbH (Detecon), welche die Planung und den Vertrieb von Fernmeldeanlagen an ausländische Kunden betrieb. Im Jahr 1995 trat er in den Ruhestand ein.

## Auszeichnungen
- 1976: Bundesverdienstkreuz 1. Klasse
- 1979: Großes Bundesverdienstkreuz